# Ms. Pac-Man Maze Madness
Ms. Pac-Man Maze Madness é um jogo de Video-game, da série Pac-Man, produzido e distribuido pela Namco e lançado em 12 de novembro de 2000, para o PlayStation da Sony e Dreamcast da SEGA. É um jogo de console, estrelando Ms. Pac-Man. Foi criada com intuito de atrair um público mais feminino, fazendo assim uma versão feminina do Pac-Man.